# Phạm Văn Trị
Phạm Văn Trị (范文治) hay còn gọi là Phạm Công Trị (范公治) hay Giả Vương, là một tướng lĩnh của phong trào Tây Sơn trong lịch sử Việt Nam.
Phạm Văn Trị là con thứ hai của Thái úy Phạm Văn Hưng.
Năm 1790, ông được Quang Trung Hoàng Đế cử làm giả vương đi sứ nhà Thanh. Khi thắng lợi trở về, ông được gả công chúa, phong tước Quận công, ban quốc tính nên còn được gọi là Phò mã Nguyễn Văn Trị.
Năm 1801, Khi Nguyễn Phúc Ánh liên kết với quân Ai Lao đánh vào Nghệ An, Phạm Văn Trị cùng Trấn thủ Nghệ An Nguyễn Văn Thận ra quân đánh trả nhưng thất bại nặng. Đô đốc Nguyễn Hiện tử trận ở thành Lục Niên. Quân Tây Sơn phải đốt sạch bảy huyện ở trấn Nghệ An làm kế thanh dã buột quân Ai Lao phải rút về.
Khi Nguyễn Phúc Ánh chuyển hướng đánh vào Phú Xuân, Phạm Công Trị cùng Đại Đô đốc Trần Văn Tạ đem quân ra giữ cửa biển nhưng bị Lê Văn Duyệt và Lê Chất đánh tập hậu. Quân sĩ tan vỡ, Phạm Văn Trị đem quân chạy về bến Trường Hà thì bị bắt sống.
Nguyễn Phúc Ánh sai người giải ông về Gia Định xử tử.